# Abalistes filamentosus
Abalistes filamentosus ist eine Meeresfischart aus der Familie der Drückerfische (Balistidae), die im zentralen Indopazifik vorkommt. Nachgewiesen wurden die Fische bisher bei den Ryūkyū-Inseln, dem Schelfgebiet vor der australischen Nordwestküste, in der Timorsee und bei Neukaledonien. Sie kommt dort in Tiefen von 60 bis 180 Metern vor.

## Merkmale

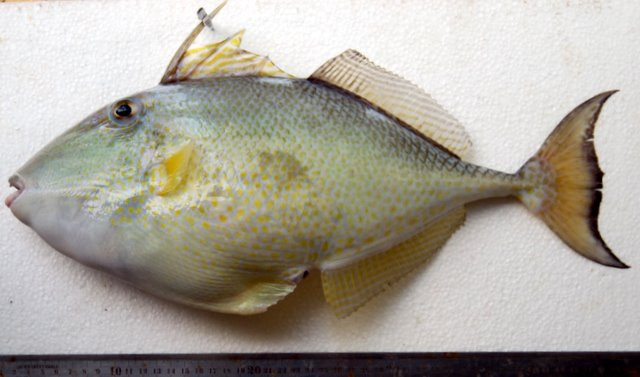
Abalistes stellatus

Das längste bisher vermessene Männchen hatte eine Standardlänge von 32,5 cm, das größte Weibchen erreichte eine Standardlänge von 24,3 cm. Das Maximalgewicht liegt bei 1,4 kg. Die Standardlänge liegt im Durchschnitt beim 2,7-fachen der Körperhöhe und beim 2,9-fachen der Kopflänge. Der Körper ist damit relativ länglich verglichen mit anderen Drückerfischen. Wie bei allen anderen Drückerfischen ist er seitlich abgeflacht und mit plattenartigen Schuppen von rhombischer Form bedeckt. Auf den grünlich gefärbten Wangen sind die Schuppen in Längsreihen angeordnet mit 3 oder 4 länglichen, braun gefärbten Gruben zwischen den Schuppenreihen. Auf der hinteren Rumpfhälfte befinden sich zwischen der Basis der Schwanzflosse und einem Bereich unterhalb der weichstrahligen Rückenflosse mehrere Längsreihen kleiner Tuberkeln. Das obere und untere Kopfprofil ist konvex. Das Maul ist klein und endständig. Die Lippen sind fleischig aber relativ schmal. Im Oberkiefer befinden sich zwei Zahnreihen mit vier Zähnen auf jeder Kieferseite in der äußeren Reihe und drei Zähne in der inneren Reihe. Der Unterkiefer hat nur eine Zahnreihe mit vier Zähnen auf jeder Kieferseite. Die Zähne sind meißelartig mit eingedellten Spitzen. Die schmalen, schlitzartigen und etwas schräg stehenden Kiemenöffnungen liegen direkt hinter den Augen. Direkt hinter dem oberen Ende der Kiemenöffnungen befindet sich ein Bereich vergrößerter, knöcherner Schuppen. Die hartstrahlige, erste Rückenflosse beginnt oberhalb der Brustflossenbasis. Der erste Stachel ist lang und kräftig, der Zweite etwas kürzer, der Dritte deutlich kürzer und schlanker. Die weichstrahlige Rückenflosse und die Afterflosse stehen einander symmetrisch gegenüber. Ihre Enden sind abgerundet. Die Schwanzflosse ist ober- und unterhalb der Mitte eingebuchtet. Ihre oberen und unteren Flossenstrahlen sind zu langen Filamenten ausgezogen, die in der Regel länger als der Kopf sind. Diese Filamente sind der auffälligste Unterschied zu den drei anderen Arten der Gattung Abalistes (A. macrophthalmus, A. stellaris u. A. stellatus). Der Schwanzstiel von Abalistes filamentosus ist abgeflacht und länger als hoch.
- Flossenformel: Dorsale III/25–27, Anale 22–25, Pectorale 14–15.[1]

Abalistes filamentosus ist am Rücken und auf der Kopfoberseite bräunlich und am Bauch weißlich gefärbt. Unterhalb der ersten und zweiten Rückenflosse befinden sich zwei oder drei weiße Flecken. Die erste Rückenflosse ist unten bräunlich und am Ende weißlich. Die zweite Rückenflosse und die Afterflosse sind hell mit einigen wellenförmigen braunen Linien. Die Schwanzflosse ist bräunlich oder gelblich und wird zum Ende hin immer heller. Das helle Ende der Schwanzflosse zeigt 3 oder vier wellenförmige braune Linien. Die lang ausgezogenen Filamente der Schwanzflosse sind dunkelbraun. Die Schwanzflossenbasis ist oben braun und unten weißlich. Ein Sexualdimorphismus hinsichtlich Gestalt und Färbung besteht nicht.

## Belege
1. 1 2 3 4  Keiichi Matsuura und Tetsuo Yoshino, 2004. A new triggerfish of the genus Abalistes (Tetraodontiformes: Balistidae) from the Western Pacific. Records of the Australian Museum (2004) Vol. 56: 189–194. ISSN 0067-1975 (PDF)